# Stor-Arnøya
Stor-Arnøya est une île de la commune de Nærøysund , en mer de Norvège dans le comté de Trøndelag en Norvège.

## Description
L'île est située à 14 km au sud-est de Rørvik. Stor-Arnøya possède son propre port pour les bateaux de pêche et de plaisance. L'agriculture et la pêche sont les activités les plus importantes  de l'île. Sa communauté villageoise a augmenté ces dernières années. Elle est reliée par la route au village d'Ottersøya.